# Esther Elizabeth Velkiers
Esther Elizabeth Velkiers, née à Genève en 1640, est une musicienne, chanteuse et compositrice genevoise.

## Biographie
Esther Velkiers devient tôt aveugle à cause d'un accident dû à un four, survenu avant l'âge d'un an, et apprend à lire grâce à son père qui utilise des lettres de bois. 
Elle apprend le latin, l'allemand, l'italien et le français, puis étudie la philosophie, les mathématiques, la théologie et les sciences. Elle étudie également la musique et devient chanteuse et claveciniste. Elle est connue comme compositrice, mais aucune de ses compositions n'a été conservée jusqu'à l'époque contemporaine. Esther Velkiers est connue comme musicienne, mais également pour ses connaissances en philosophie, langues, sciences et théologie,. La date de sa mort est inconnue. 